# 25513 Візлі
25513 Візлі (25513 Weseley) — астероїд головного поясу, відкритий 7 грудня 1999 року.
Тіссеранів параметр щодо Юпітера — 3,628.
Названо на честь Елісон Візлі, фіналіста 2009 року конкурсу Intel Science Talent Search.